# Jane Addamsová
Jane Addamsová (nepřechýleně Addams; 6. září 1860 Carbondale – 21. května 1935 Chicago) byla americká sociální pracovnice, nositelka Nobelovy ceny míru za rok 1931.
Patřila k nejvýznamnějším reformátorkám tzv. období progresivismu na přelomu 19. a na začátku 20. století. Snažila se vzbudit zájem Ameriky o otázky, které jsou klíčové pro matky – potřeby dětí, zdraví populace a světový mír. Tvrdila, že pokud mají být ženy zodpovědné za prostředí, v němž žijí, a mají účinně usilovat o jeho zlepšení, musí mít možnost volit. Ve Spojených státech se věnovala hlavně problematickým poměrům přistěhovalců, společně s Ellen Gates Starr založila známý Hull House pro přistěhovalce, který byl prvním sociálním centrem v USA. Později se z něj vytvořil sociální ústav v Chicagu. Zakládala komunitní centra poskytující sociální péči, včetně poradenství lidem z blízkého okolí. Zabývala se také etikou v sociální práci.

## Sociologie
Jane Addamsová stála u zrodu sociologie v USA. Na přelomu 19. a 20. století psala pro American Journal of Sociology a ovlivnila tak směr ubírání Sociologické školy v Chicagu, byla spoluautorkou souboru esejí Hull House Maps and Papers.
V roce 1892 nechala Chicagská univerzita založit první oddělení sociologie. Hull House Jane Addamsové se tak stal předmětem zájmu prvních amerických profesorů sociologie. O rok později sepsali profesoři Small, Vincent a Bennis spolu s Addamsovou návrh zákona, který zakazoval dětskou práci a znemožňoval provoz továren nedodržujících lidská práva.
Ve svých článcích pro American Journal of Sociology se zabývala postavením žen ve společnosti a jejich rolí v domácnosti. V roce 1912 v reakci na vraždu spáchanou šesti polskými migranty, demonstrovala vliv prostředí na lidské chování a upozornila na nedostatek parků a rekreačních míst ve městě. Prostřednictvím dalších tří článků představila myšlenku sociální etiky, jež měla zajistit sociální rovnost a spravedlnost. Podílela se na kampani Progresivní strany Theodora Roosevelta, v roce 1920 stála při založení Americké unie občanských svobod. Addamsová byla silně ovlivněna Tolstého filozofií míru a věřila, že ženy mohou vnést do konfliktů nové náhledy a dosáhnout tak trvalého míru. Za svou celoživotní práci získala roku 1931 Nobelovu cenu.
Po první světové válce se začala sociologie ubírat teoretickým směrem. Ženy jako Jane Addamsová byly opětovně zařazeny do škatulky sociální pracovnice, aniž by bylo přihlíženo na jejich podíl na poli sociologie. Odkaz Addamsové se znovu podařilo dostat do povědomí až roku 1988 díky dílu Jane Addams and the Men of the Chicago School: 1892–1918 autorky Mary Jo Deegan, v němž je přiblížena spolupráce Hull House a Chicagské univerzity.